# Volutoconus
Volutoconus is een geslacht van weekdieren uit de klasse van de Gastropoda (slakken).

## Soorten
- Volutoconus bednalli (Brazier, 1878)
- Volutoconus browni Bail & Limpus, 2013
- Volutoconus calcarelliformis Wells & Morrison, 2003
- Volutoconus coniformis (Cox, 1871)
- Volutoconus daisyae Weaver, 1967
- Volutoconus grossi (Iredale, 1927)
- Volutoconus hargreavesi (Angas, 1872)
- Volutoconus keppelensis Bail & Limpus, 2013
- Volutoconus mcmichaeli Habe & Kosuge, 1966
- Volutoconus multiformis Bail & Limpus, 2013
- Volutoconus vetulus Bail & Limpus, 2013 †